# Casa de Amrram J. Wahnon
La Casa de Amrram J. Wahnon es un edificio estilo racionalista del Ensanche Modernista de la ciudad española de Melilla situado en la La Avenida  y que forma parte del Conjunto Histórico Artístico de la Ciudad de Melilla, un Bien de Interés Cultural.

## Historia
Construido en 1908 según proyecto del ingeniero militar Droctoveo Castañón con planta baja y principal para Laura Rodríguez Pérez, fue ampliado en septiembre de 1937 con una habitación hacia la calle López Moreno por Enrique Nieto  y vuelto a aumentar por el mismo arquitecto en octubre del mismo año, con otras dos habitaciones retranqueadas hacía la actual La Avenida.
En abril de 1946 por encargo de su propietario Amrram J. Wahnon Enrique Nieto le añade una nueva planta, reforma la principal y una vivienda en la azotea para el conserje y el 15 de febrero de 1947 modifica el proyecto, cambiando la ubicación de la escalera, pasando la entrada a la calle López Moreno y reformando todo el inmueble.

## Descripción
Consta de planta baja y tres plantas. Está construido con paredes de mampostería de piedra local y ladrillo macizo, con vigas de hierro y bovedillas de ladrillo macizo para los techos.
Sus fachadas son de ladrillo visto, con ventanas enmarcadas con molduras sobre su dinteles,  con balcones con rejas y un preciso mirador central en La Avenida y otro más desornamentado en la calle López Moreno.